# اوکه تلنینی
اوکه تلنینی (انگلیسی: Åke Thelning؛ ۲۴ اکتبر ۱۸۹۲ – ۱۶ فوریه ۱۹۷۹) سوارکار و کاپیتان ارتش اهل سوئد بود.
وی در مسابقات کشوری و بین‌المللی در مجموع برندهٔ ۱ مدال طلا شده‌است.